# Лауреаты Государственной премии Российской Федерации за 1993 год
Лауреаты государственной премии Российской Федерации за 1993 год были названы указами Президента Российской Федерации Б.Н. Ельцина

## В области литературы и искусства

### В области литературы
За книги последних лет «Праздник ожидания праздника» и «Стоянка человека»
- Искандер, Фазиль Абдулович, писатель.

За серию «Памятники литературы Древней Руси»
- Лихачёв, Дмитрий Сергеевич, руководитель авторского коллектива.
- Дмитриев, Лев Александрович (посмертно), руководитель авторского коллектива.
- Белоброва, Ольга Андреевна, член авторского коллектива
- Буланин, Дмитрий Михайлович, член авторского коллектива
- Прохоров, Гелиан Михайлович, член авторского коллектива
- Понырко, Наталья Владимировна, член авторского коллектива
- Салмина, Марина Алексеевна, член авторского коллектива
- Творогов, Олег Викторович, член авторского коллектива

За сборник стихотворений «Ветром и пеплом»
- Чухонцев, Олег Григорьевич, поэт.

### В области архитектуры
За Палеонтологический музей имени Ю. А. Орлова Палеонтологического института Российской академии наук в Москве
- Платонов, Юрий Павлович, руководитель авторского коллектива.
- Коган, Валентин Маркович, архитектор.
- Нагих, Валентина Прокопьевна, архитектор.
- Яковенко, Леонид Аронович, архитектор.
- Белашов, Александр Михайлович, художник.
- Дувидов, Виктор Аронович, художник.
- Митурич-Хлебников, Май Петрович, художник.
- Шаховская, Мария Владимировна, художник.

### В области дизайна
За произведения Школы-студии ЭДАС как реализацию уникального авторского направления в дизайне
- Кирпичёв, Владислав Иванович, архитектор-дизайнер.

### В области изобразительного искусства
За комплекс работ по воссозданию и реставрации живописи в памятниках архитектуры Санкт-Петербурга и его пригородов
- Алексеев, Иван Арестович, художник-реставратор,
- Журавлёв, Виталий Геннадьевич, художник-реставратор,
- Корбан, Владимир Григорьевич, художник-реставратор,
- Лебедев, Борис Николаевич, художник-реставратор,
- Шитов, Юрий Фёдорович, художник-реставратор.

За серию живописных произведений с выставки «Татьянин день»
- Назаренко, Татьяна Григорьевна, художник.

За произведения последних лет
- Шемякин, Михаил Михайлович, художник.

### В области киноискусства
За художественный фильм «Урга — территория любви»
- Михалков, Никита Сергеевич, автор сценария и режиссёр-постановщик.
- Ибрагимбеков, Рустам Мамед Ибрагимович, автор сценария.
- Калюта, Вилен Александрович, оператор-постановщик.
- Артемьев, Эдуард Николаевич, композитор.
- Гостюхин, Владимир Васильевич, исполнитель главной роли.

За цикл художественных фильмов для детей: «Приключения Буратино», «Про Красную Шапочку», «Проданный смех», «Рыжий, честный, влюбленный», «Безумная Лори»
- Нечаев, Леонид Алексеевич, режиссёр-постановщик.

За художественный фильм «Бесконечность»
- Хуциев, Марлен Мартынович, автор сценария и режиссёр-постановщик.

### В области музыкального искусства
За концертные программы последних лет
- Башмет, Юрий Абрамович, альтист.

За программы фестивалей, посвященных 150-летию М. П. Мусоргского в 1989 году и 100-летию С. С. Прокофьева в 1991 году
- Гергиев, Валерий Абисалович, дирижер.

За концертные программы последних лет
- Петров, Николай Арнольдович, пианист.

За концертные программы Российского национального симфонического оркестра последних лет
- Плетнёв, Михаил Васильевич, дирижер.

### В области театрального искусства
За сценографию спектаклей последних лет: «Собачье сердце» М. Булгакова, «Соловей» Г. Х. Андерсена, «Гуд-бай, Америка» С. Маршака в Московском театре юного зрителя; «Пират» В. Беллини, «Борис Годунов» М. Мусоргского, «Ромео и Джульетта» С. Прокофьева в Московском академическом музыкальном театре имени К. С. Станиславского и Вл. И. Немировича-Данченко
- Бархин, Сергей Михайлович, художник-постановщик.

## Лауреаты в области науки и техники
За монографию в пяти томах «Геокриология СССР»
- Ершов, Эдуард Дмитриевич, доктор геолого-минералогических наук, заведующий кафедрой Московского государственного университета имени М. В. Ломоносова, руководитель работы.
- Гарагуля, Людмила Семёновна, доктор геолого-минералогических наук, заведующая лабораторией.
- Кондратьева, Калерия Александровна, кандидат географических наук, заведующая лабораторией.
- Романовский, Николай Никитич, доктор геолого-минералогических наук, профессор.
- Трофимов, Виктор Титович, доктор геолого-минералогических наук, проректор.
- Труш, Нина Ивановна, кандидат геолого-минералогических наук, старший научный сотрудник, работник того же университета;
- Баулин, Владимир Викторович, доктор геолого-минералогических наук, директор Производственного и научно-исследовательского института по инженерным изысканиям в строительстве;
- Гречищев, Станислав Евгеньевич, доктор геолого-минералогических наук, заведующий отделом Всероссийского научно-исследовательского института гидрогеологии и инженерной геологии.

За разработку и внедрение в клиническую практику эффективных методов диагностики и лечения новообразований печени
- Вишневский, Владимир Александрович, доктор медицинских наук, руководитель отделения Института хирургии имени А. В. Вишневского Российской академии медицинских наук, руководитель работы;
- Альперович, Борис Ильич, доктор медицинских наук, заведующий кафедрой Сибирского государственного медицинского университета;
- Гальперин, Эдуард Израилевич, доктор медицинских наук, заведующий отделом Московской медицинской академии имени И. М. Сеченова;
- Гранов, Анатолий Михайлович, доктор медицинских наук, заведующий отделом Центрального научно-исследовательского рентгенорадиологического института;
- Брамишанцев, Александр Константинович, доктор медицинских наук, руководитель отделения Научного центра хирургии Российской академии медицинских наук;
- Журавлёв, Валентин Андреевич, доктор медицинских наук, директор филиала Пермского государственного медицинского института в городе Кирове;
- Шапкин, Владимир Станиславович, доктор медицинских наук, бывший заведующий кафедрой Владивостокского государственного медицинского института.

За цикл работ по обнаружению и исследованию магнитной сверхтекучести
- Боровик-Романов, Виктор-Андрей Станиславович, академик, советник дирекции Института физических проблем имени П. Л. Капицы Российской академии наук.
- Буньков, Юрий Михайлович, доктор физико-математических наук, ведущий научный сотрудник.
- Дмитриев, Владимир Владимирович, доктор физико-математических наук, старший научный сотрудник.
- Мухарский, Юрий Мирославович, кандидат физико-математических наук, научный сотрудник, — работник того же института;
- Фомин, Игорь Акиндинович, доктор физико-математических наук, ведущий научный сотрудник Института теоретической физики имени Л. Д. Ландау Российской академии наук.

За цикл работ по реконструктивно-восстановительной хирургии воспалительных заболеваний позвоночника у детей и взрослых
- Беллендир, Эдуард Николаевич, доктор медицинских наук, главный научный сотрудник Санкт-Петербургского научно-исследовательского института фтизиопульмонологии.
- Гарбуз, Анатолий Ефимович, доктор медицинских наук, заведующий отделом.
- Коваленко, Клариса Николаевна, доктор медицинских наук, главный научный сотрудник.
- Ракитянская, Антонина Филимоновна, кандидат медицинских наук, заведующая отделением.
- Тиходеев, Сергей Алексеевич, доктор медицинских наук, заместитель директора, работник того же института.

За монографию в пяти томах «Сравнительная эмбриология цветковых растений»
- Алимова, Галина Кузьминична, кандидат биологических наук, научный сотрудник Ботанического института имени В. Л. Комарова Российской академии наук.
- Батыгина, Татьяна Борисовна, доктор биологических наук, заведующая лабораторией.
- Жукова, Галина Яковлевна, кандидат биологических наук, старший научный сотрудник.
- Камелина, Ольга Петровна, доктор биологических наук, ведущий научный сотрудник.
- Наумова, Тамара Николаевна, доктор биологических наук, старший научный сотрудник.
- Никитичева, Зинаида Ивановна, кандидат биологических наук, старший научный сотрудник.
- Шамров, Иван Иванович, кандидат биологических наук, научный сотрудник.
- Яковлев, Михаил Семёнович, доктор биологических наук, консультант — старший научный сотрудник, — работник того же института.

За цикл работ по механической активации оксидных и металлических систем
- Аввакумов, Евгений Григорьевич, доктор химических наук, заведующий лабораторией Института химии твердого тела и переработки минерального сырья Сибирского отделения Российской академии наук.
- Болдырев, Владимир Вячеславович, академик, директор.
- Иванов, Евгений Юрьевич, доктор химических наук, заведующий лабораторией.
- Павлюхин, Юрий Тихонович, кандидат физико-математических наук, заведующий лабораторией, работник того же института;
- Бутягин, Павел Юрьевич, доктор химических наук, главный научный сотрудник Института химической физики имени Н. Н. Семёнова Российской академии наук;
- Баринов, Виктор Афонасьевич, кандидат физико-математических наук, старший научный сотрудник Института физики металлов Уральского отделения Российской академии наук.
- Ермаков, Анатолий Егорович, доктор физико-математических наук, заведующий лабораторией том же института;
- Елсуков, Евгений Петрович, кандидат физико-математических наук, заведующий лабораторией физико-технического института Уральского отделения Российской академии наук.

За фундаментальные исследования в области коммуникации и биосоциальности животных
- Панов, Евгений Николаевич, доктор биологических наук, заведующий лабораторией Института эволюционной морфологии и экологии животных имени А. Н. Северцова Российской академии наук

За цикл работ по теории солитонов и методу обратной задачи
- Захаров, Владимир Евгеньевич, академик, заместитель директора Института теоретической физики имени Л. Д. Ландау Российской академии наук.
- Шабат, Алексей Борисович, доктор физико-математических наук, ведущий научный сотрудник того же института.

За комплекс научно-технических работ по энергофизическим основам получения и применения монодисперсных систем
- Аметистов, Евгений Викторович, доктор технических наук, ректор Московского энергетического института.
- Блаженков, Валерий Валентинович, кандидат физико-математических наук, заведующий отделом.
- Городов, Александр Капитонович, кандидат технических наук, доцент.
- Дмитриев, Александр Сергеевич, кандидат технических наук, заведующий сектором.
- Клименко, Александр Викторович, доктор технических наук, проректор, работник того же института;
- Безруков, Виктор Иванович, кандидат технических наук, директор инженерного центра «Электрокаплеструйная технология» Санкт-Петербургского института точной механики и оптики.

За цикл исследований по истории западноевропейской средневековой культуры, опубликованный в 1981—1990 годах
- Гуревич, Арон Яковлевич, доктор исторических наук, ведущий научный сотрудник Института всеобщей истории Российской академии наук.

За цикл работ по метрической теории функций
- Ульянов, Пётр Лаврентьевич, доктор физико-математических наук, заведующий кафедрой Московского государственного университета имени М. В. Ломоносова.

За исследование, создание и организацию серийного производства сверхширокополосных функциональных устройств СВЧ- и КВЧ-диапазонов для радио измерительных комплексов современного электронного приборостроения
- Васильев, Вячеслав Тимофеевич, кандидат технических наук, заместитель директора Центрального научно-исследовательского института измерительной аппаратуры.
- Кац, Борис Маркович, кандидат технических наук, начальник лаборатории.
- Мещанов, Валерий Петрович, доктор технических наук, начальник отдела.
- Шварцман, Артур Марксович, кандидат технических наук, начальник лаборатории, — работник того же института;
- Приезжев, Генрих Михайлович, кандидат технических наук, начальник отделения научно-производственного объединения «Торий»;
- Фельдштейн, Александр Львович, доктор технических наук, ведущий научный сотрудник Всероссийского научно-исследовательского института радиотехники;
- Храпко, Александр Михайлович, кандидат технических наук, старший научный сотрудник государственного научно-производственного предприятия «Исток».
- Юрьев, Клавдий Васильевич, начальник отдела того же предприятия.

За комплексное инженерное освоение городских территорий при массовой застройке жилого района «Крылатское»
- Сухоцкий, Валерий Владимирович, первый заместитель руководителя Департамента строительства правительства Москвы, руководитель работы.
- Ресин, Владимир Иосифович, руководитель того же департамента;
- Кеглер, Альфред Рудольфович, заместитель начальника управления Комитета по архитектуре и градостроительству города Москвы;
- Копелев, Владимир Ефимович, генеральный директор арендного предприятия Домостроительный комбинат N 1;
- Петров, Юрий Васильевич, главный инженер архитектурно-проектной мастерской N 15 акционерного общества «Моспроект».
- Соколов, Виталий Петрович, начальник архитектурно-проектной мастерской N 14 того же акционерного общества;
- Рождественский, Вадим Леонидович, президент муниципального предприятия «Компания Главмосстрой»;
- Филатов, Виктор Григорьевич, главный инженер Бескудниковского комбината строительных материалов и конструкций N 1.

За разработку и внедрение промышленно-ориентированного технологического сверхвысоковакуумного оборудования для молекулярно-лучевой эпитаксии
- Пчеляков, Олег Петрович, кандидат физико-математических наук, заведующий отделом Института физики полупроводников Сибирского отделения Российской академии наук.
- Стенин, Сергей Иванович, доктор физико-математических наук (посмертно);
- Потемкин, Генрих Александрович, заведующий отделом Конструкторско-технологического института прикладной микроэлектроники Сибирского отделения Российской академии наук;
- Третьяков, Геннадий Петрович, кандидат технических наук, главный технолог опытного завода Сибирского отделения Российской академии наук;
- Емелин, Геннадий Григорьевич, начальник отдела Научно-исследовательского института вакуумно-электронного машиностроения;
- Кратенко, Владимир Иванович, кандидат технических наук, директор Научно-исследовательского технологического института.
- Ляпин, Владимир Михайлович, начальник отдела того же института;
- Денисов, Альберт Георгиевич, доктор технических наук (посмертно).

За создание научных основ, разработку и внедрение изделий на поверхностных акустических волнах в радиоэлектронную аппаратуру
- Кандыба, Пётр Ефимович, доктор технических наук, директор научно-исследовательского института «Фотон».
- Карпеев, Дмитрий Васильевич, кандидат технических наук, заместитель директора по научной работе — главный инженер.
- Кондратьев, Сергей Николаевич, кандидат физико-математических наук, заместитель начальника научно-производственного комплекса.
- Прапорщиков, Валерий Викторович, кандидат технических наук, начальник научно-производственного комплекса, — работник того же института;
- Гуляев, Юрий Васильевич, академик, директор Института радиотехники и электроники Российской академии наук.
- Пустовойт, Владислав Иванович, член-корреспондент Российской академии наук, заместитель директора того же института;
- Новиков, Владимир Васильевич, доктор технических наук, начальник отделения научно-производственного объединения «Авангард»;
- Яковкин, Игорь Борисович, доктор технических наук, заведующий отделом Института физики полупроводников Сибирского отделения Российской академии наук.

За разработку комплекса новых технических решений танка Т-80У и внедрение его в серийное производство
- Попов, Николай Сергеевич, генеральный конструктор и начальник Специального конструкторского бюро транспортного машиностроения производственного объединения «Кировский завод», руководитель работы;
- Потёмкин, Эдуард Константинович, доктор технических наук, директор Всероссийского научно-исследовательского института транспортного машиностроения;
- Катык, Сали Александрович, доктор технических наук, генеральный директор производственного объединения «Завод транспортного машиностроения имени Октябрьской революции»;
- Галкин, Александр Александрович, начальник главного управления Министерства обороны Российской Федерации;
- Захаров, Лев Григорьевич, начальник отделения Конструкторского бюро приборостроения научно-производственного объединения «Точность»;
- Абрамов, Алексей Иванович, кандидат технических наук, заместитель главного конструктора Центрального конструкторского бюро Красногорского механического завода производственного объединения «Красногорский завод» имени С. А. Зверева;
- Толкачев, Александр Маркович, начальник отдела Центрального конструкторского бюро точного приборостроения;
- Словиковский, Анатолий Григорьевич, главный конструктор Харьковского конструкторского бюро по машиностроению имени А. А. Морозова.